# Sotto gli ulivi
Sotto gli ulivi (Zire darakhatan zeyton) è un film del 1994 scritto, diretto, prodotto e montato da Abbas Kiarostami.
È stato presentato in concorso al 47º Festival di Cannes.

## Trama
Una troupe cinematografica iraniana, che sta cercando attori non professionisti per un nuovo film, si reca nel nord del Paese, in una regione molto provata da un recente e forte terremoto.
Qui il regista viene accompagnato da una donna del luogo per scegliere la protagonista del film tra decine di aspiranti attrici, e girovagando tra le varie comunità, l'uomo rimane affascinato dai rigidi schemi mentali e da alcune strane usanze che caratterizzano le popolazioni locali.
Il regista sceglie come protagonista del suo film la giovane Tahereh, la quale vive con la nonna. L'attore che deve interpretare la parte maschile del film abbandona però il set e il regista decide di dare la parte a Hossein, il tuttofare della troupe che nella vita reale è innamorato di Tahereh.
La nonna di Tahereh nega però sua nipote a Hossein, perché analfabeta e dunque non in grado di assicurarle un futuro, e Tahereh pertanto non rivolge mai la parola né degna di uno sguardo il povero Hossein.
Il regista si ritrova così impossibilitato a girare le scene del suo film, poiché Tahereh si rifiuta, anche sul set, di interagire con Hossein.
Nonostante la totale mancanza di collaborazione da parte di Tahereh, il regista insiste per tenere la ragazza, incuriosito dal suo comportamento e dalla sua naturale incapacità di separare realtà e finzione cinematografica. Hossein da parte sua continua imperterrito a ribadire il suo amore per Tahereh.
Al termine di una dura giornata di lavoro, Hossein insegue per un lunghissimo tratto di strada Tahereh, sperando in una sua reazione.
Dopo un interminabile pedinamento, dalla cima di una collinetta è possibile vedere in lontananza Hossein che d'improvviso smette di seguire Tahereh e torna indietro correndo, mentre la ragazza prosegue per la sua strada.

## Accoglienza

### Critica
Su La Stampa, Lietta Tornabuoni ha scritto che 'La presenza (costante, niente affatto indifferente) del film-nel-film crea rispetto alla storia d'amore una distanza e insieme una forza, una finzione che si vorrebbe realtà, un desiderio che nel film è già realizzato; provoca la moltiplicazione dei personaggi (i registi sono a esempio tre, Kiarostami che gira il film, il regista che dirige nel film, quello che fa la parte del regista nel film-nel-film); introduce un effetto di continuo rispecchiamento. Ma una simile sapienza non riduce mai l'intensità amorosa, la semplicità essenziale, la passione ostinata della vicenda: la rende anzi ancora più eloquente e commovente'

## Riconoscimenti
- 1994 - Semana Internacional de Cine de Valladolid
  - Espiga de oro
- 1994 - Chicago International Film Festival
  - Silver Hugo
- 1995 - Bergamo Film Meeting
  - Rosa Camuna d'oro

È stato candidato agli Independent Spirit Awards 1996 come miglior film straniero.